# 기니비사우의 재외공관 목록

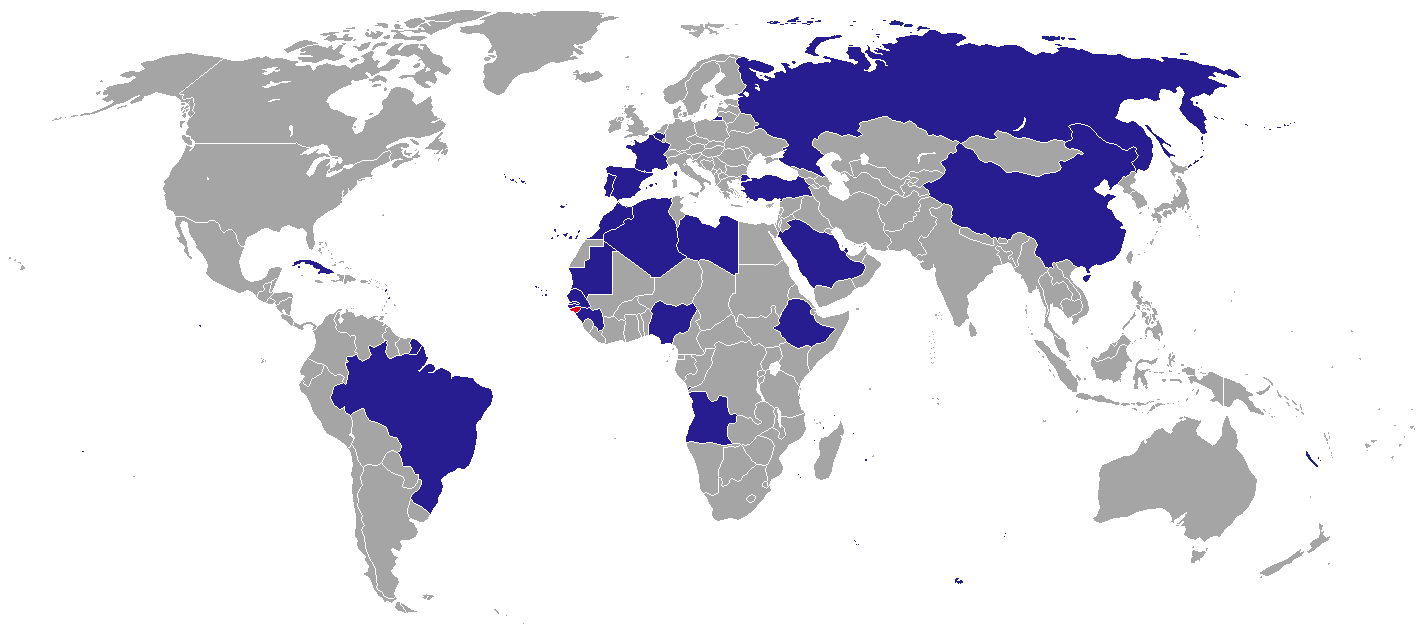
기니비사우의 재외공관

기니비사우의 재외공관 목록은 기니비사우 주재 대사관을 각국에 상주시켜 놓는 것을 의미하며 기니비사우의 재외공관을 나열한 목록이다.

## 아프리카
- 알제리 : 알제 (대사관)
- 감비아 : 반줄 (대사관)
- 기니 : 코나크리 (대사관)
- 세네갈 : 다카르 (대사관), 지긴쇼르 (총영사관)

## 아메리카
- 브라질 : 브라질리아 (대사관)
- 쿠바 : 아바나 (대사관)
- 베네수엘라 : 카라카스 (대사관)

## 아시아
- 중화인민공화국 : 베이징시 (대사관)
- 이란 : 테헤란 (대사관)

## 유럽
- 벨기에 : 브뤼셀 (대사관)
- 프랑스 : 파리 (대사관)
- 독일 : 베를린 (대사관)
- 포르투갈 : 리스본 (대사관)
- 러시아 : 모스크바 (대사관)

## 대표부
- UN 기니비사우 정부 대표부 : 뉴욕